# Joaquín Baltar
José Joaquín Baltar (Buenos Aires, c. 1810 - Corrientes, junio de 1884) fue un militar argentino que participó en las guerras civiles de ese país, militando en el Partido Unitario.

## Biografía
Se enroló como oficial del ejército porteño en 1827, y durante un tiempo prestó servicios en la guarnición de la capital. Apoyó la revolución de Juan Lavalle en 1828, y combatió a sus órdenes en las batallas de Navarro y Puente de Márquez. Tras la derrota, a fines de 1829 pasó al Uruguay.
Participó en el intento de invasión de Lavalle a la provincia de Entre Ríos en 1831, y al año siguiente fue incorporado al ejército uruguayo. Combatió contra la última revolución de Juan Antonio Lavalleja.
Participó en las dos revoluciones de Fructuoso Rivera contra el presidente Manuel Oribe, combatiendo en la derrota de Carpintería y en la victoria de Palmar. Rivera lo nombró comandante militar de Colonia.
En 1839 se unió – sin autorización de Rivera – a la campaña de Lavalle, que lo ascendió al grado de coronel, y a órdenes de quien peleó en Yeruá, Don Cristóbal, Sauce Grande y Quebracho Herrado.
Hizo también la campaña de La Rioja, durante la cual conoció al comandante Ángel Vicente Peñaloza, caudillo de los Llanos, de quien se hizo muy amigo. Tomó sobre sí la responsabilidad de enseñarle a ser militar al estilo de Lavalle, y también lo convenció de no pasarse al ejército de Oribe, como había ya hecho el comandante Lucas Llanos. Lo acompañó en sus andanzas contra Nazario Benavídez y en la campaña de Cuyo.
Después de la derrota de la división del general Mariano Acha, se unió a las fuerzas del general Lamadrid. En la batalla de Rodeo del Medio fue nombrado jefe de Estado Mayor, pero en lugar de ejercer como tal se unió a la división de caballería al mando del Chacho Peñaloza. Cuando el general Lamadrid ordenó al Chacho cargar de frente a la infantería federal, convenció al jefe riojano de no hacerlo. Esa fue una de las razones de la derrota en esa batalla, que decidió el final de la Coalición del Norte.
Tras la derrota huyó a Chile, donde exigió a los exiliados argentinos que el general Lamadrid fuera juzgado por mal desempeño. No tuvo éxito.
De Chile pasó a Montevideo, donde no participó en la defensa contra el sitio de Oribe, sino que se dedicó a negocios de proveeduría al ejército. Más tarde se exilió en Río de Janeiro. Desde allí fue enviado por el general Paz a Corrientes, a proponer al gobernador Joaquín Madariaga ponerse al frente de su ejército. Tras tener éxito en su gestión, fue nombrado comandante de armas de la ciudad de Corrientes, donde tomó partido contra Paz. Tuvo varios serios enfrentamientos con el general Paz, e incluso fue sumariado y arrestado por una agresión al después general Martín de Gainza.
Después de que el coronel Juan Madariaga cayera prisionero en la batalla de Laguna Limpia y se firmara el Tratado de Alcaraz, contribuyó a derrotar la revolución de Paz contra los Madariaga. Participó a órdenes de éstos en el desastre de Potrero de Vences y huyó al Brasil.
En 1851 regresó a Montevideo, y en julio de 1853 pasó a Buenos Aires, acompañando al general Flores, que a retaguardia del ejército sitiador de Hilario Lagos insurreccionó el norte de la provincia de Buenos Aires a favor del gobierno unitario de la ciudad.
Pidió y obtuvo la baja militar en 1854. Se dedicó a los negocios, pero fracasó y volvió al ejército porteño en 1859, participando en las campañas de Cepeda y Pavón.
Al mando de uno de los regimientos con que el gobierno porteño invadió las provincias del interior, fue enviado a negociar con el Chacho Peñaloza, su amigo. Pero tras escribirle un par de cartas, se negó a seguir con las tratativas con él.
Regresó a Corrientes al estallar la Guerra del Paraguay, ejerciendo nuevamente como comandante de armas de la ciudad. Prestó servicios auxiliares y de adiestramiento durante la guerra. Pasó a retiro en 1871.
Falleció en Corrientes en junio de 1884.